# Potthål

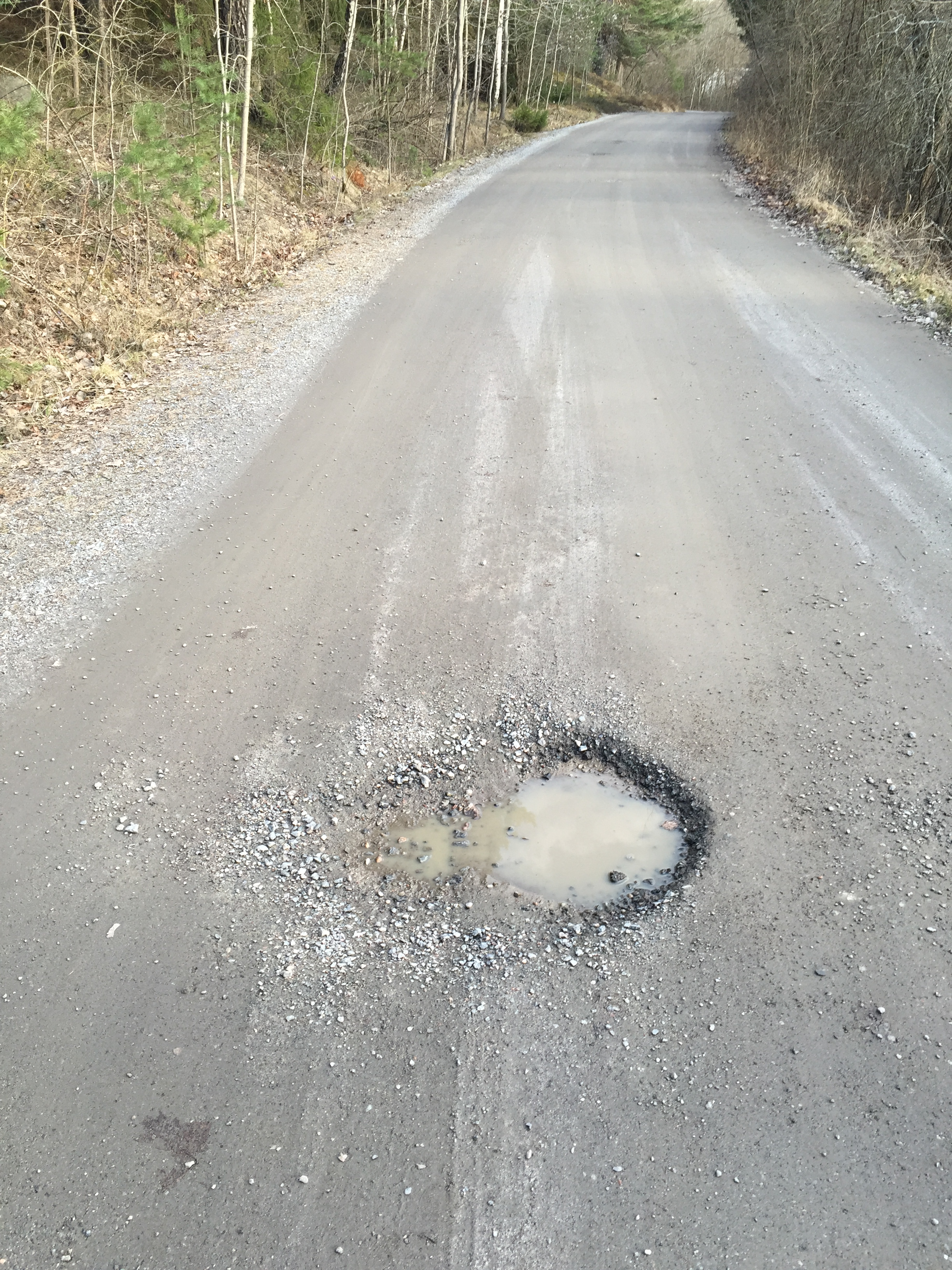
Ett potthål i en grusväg utanför Stockholm, 2016

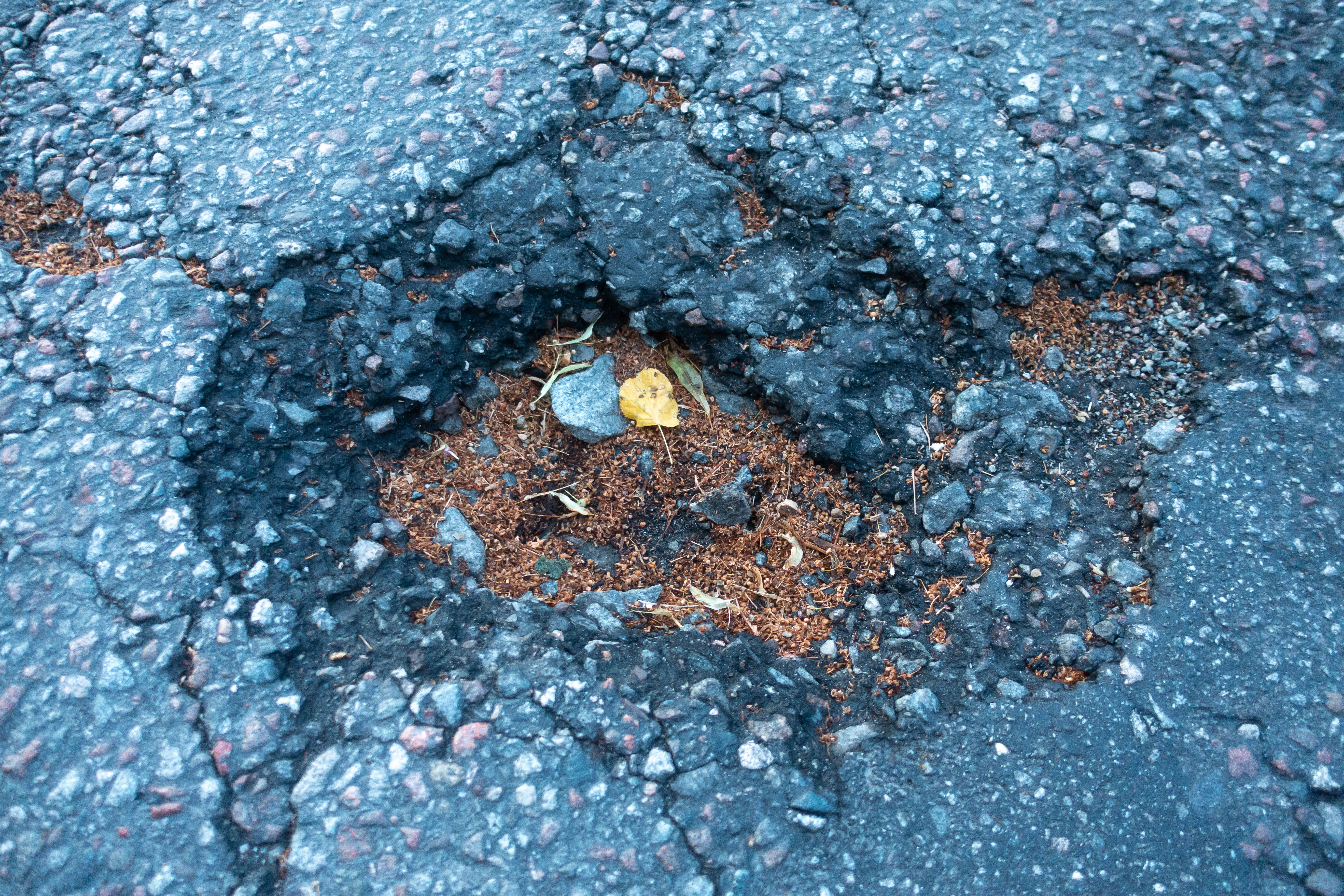
Potthål i asfaltsbeläggningen i en vägbana i Stockholms city 2021.

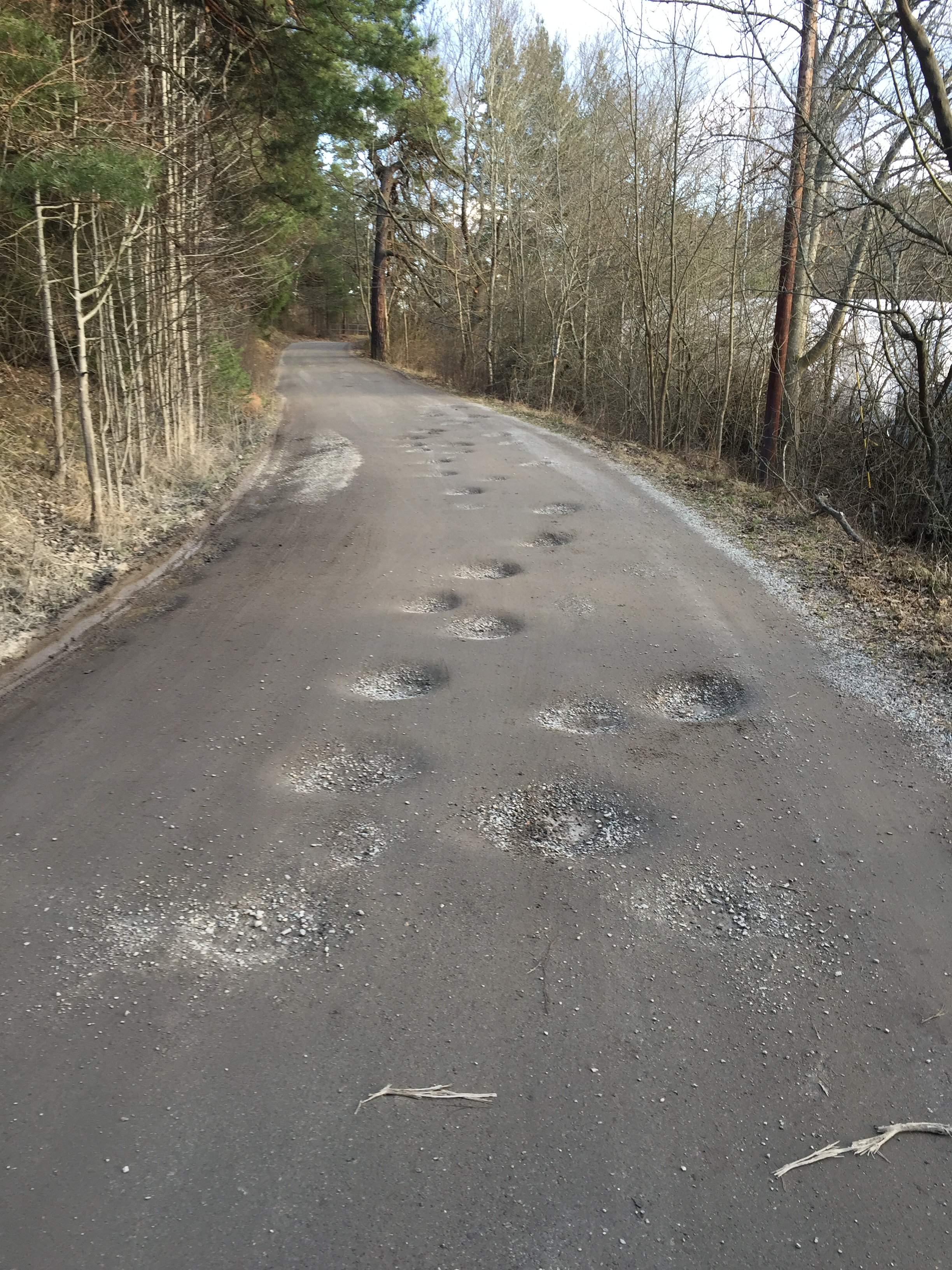
Många potthål längs en kort sträcka på en svensk grusväg.

Ett potthål eller slaghål är en skålformad grop i en vägbana. De uppstår främst i dåligt dränerade vägbanor. I grusvägar börjar potthål som små, beskedliga gropar. När dessa sedan fylls med stillastående vatten slammas en del av vägmaterialet upp, och följer sedan med när passerande bildäck skvätter bort vattnet.
Ett potthål i en belagd väg innebär en skada där vägbeläggningen brutits sönder, så att ett hål bildats.

## Orsaker
De flesta potthål orsakas av att beläggningen är utmattad av upprepade trafiklaster, främst från tunga fordon. Eftersom dynamiska hjullaster bidrar till att potthål bildas, uppstår potthål gärna med ett inbördes avstånd som motsvarar egenfrekvensen hos vägfordons hjulaxelhoppning; ca 10 Hz. På vägar som mestadels trafikeras med 50 km/tim (14 m/s) blir det "ideala" avståndet alltså ca 14 / 10 = 1,4 m. En annan mekanism som bidrar till potthål och "tvättbrädemönster" i grusslitlager och i hårdpackad snö på osaltade vintervägar är torsionsvibration i drivaxeln på tunga lastbilar. Detta problem kan förebyggas med navreduktioner, vilket är en typ av differentialväxel.
När utmattningssprickor bildats, vävs de med tiden typiskt ihop till ett krackelerat mönster som kallas "krokodilsprickor" (eng: alligator cracking). De stycken av intakt beläggning som finns mellan sprickorna bryts av och kan så småningom slitas loss av upprepade hjullaster, varigenom ett potthål bildas.
Potthål bildas lättare i kallt klimat, genom att vatten i vägkroppen sväller när det fryser till is, vilket ger stora töjningar i beläggningen. Allra värst är tjällossningen, när isen tinar uppifrån utan att vattnet kan tränga undan i sidled eller nedåt i den alltjämt frusna underliggande vägkroppen. Då bildas ofta "slaghål" av trafikens belastningar. Under den senare delen av tjällossningen är dessutom vägens undergrund mycket mjuk och har dålig bärighet, varvid beläggningens underlag kan bli mycket "svampigt" så att beläggningen utsätts för kraftig deformation och töjning. Potthål är därför vanligast i kalla regioner, men förekommer rikligt i alla delar av världen, inklusive tropikerna.
När potthålet väl har bildats, växer det genom att material fortlöpande rivs loss ur vägbanan. Potthål kan bli flera decimeter breda/långa, men blir sällan mer än cirka 5 cm djupa. Om de blir tillräckligt stora, kan de skada däck, fälgar, fjädringssystem och annat, samt orsaka trafikolyckor.
Bästa väghållning är att förebygga potthål, genom att dimensionera vägen så den blir tillräckligt bärig. Bra stöd för detta kan fås genom Vägverkets metodbeskrivning nr 114, varvid resultat från fallviktsmätning används för att dimensionera vägförstärkningsåtgärder. Näst bäst är att laga vägskadorna på ett beständigt sätt. Trafikverket laserskannar regelbundet skicket på sina belagda vägar med Profilograf-mätbilar. Potthål är en form av megatextur och påverkar inte det ojämnhetsmått som Trafikverket använder, International roughness index (IRI), i särskilt hög grad. Potthål kan effektivt lagas med "snabellagare". Det är en specialbyggd lastbil med en hydraulisk arm som har utrustning för att blåsa rent hålet, spreja dess kanter och botten med uppvärmt bitumen, samt fylla hålet med stenmaterial och bindemedel. Slutligen packas lagningen. Rätt utförd, håller normalt en sådan lagning flera år, medan enklare lagningar ofta går sönder betydligt fortare. Svåra potthålsskador är ett tecken på att vägen är underdimensionerad och att vägkroppen behöver förstärkas för att beläggningen ska få rimlig hållbarhet.